# Gustave Hirn
Gustave Adolphe Hirn fue un físico francés, dedicado principalmente a las investigaciones termodinámicas. Nació en 1815 y falleció en 1890. Fue el inventor de diversas máquinas de vapor, que utilizaba en sus experimentos. Además, llevó a cabo experimentos para determinar la velocidad límite de un gas. Por otro lado, halló el equivalente mercúrico del calor.

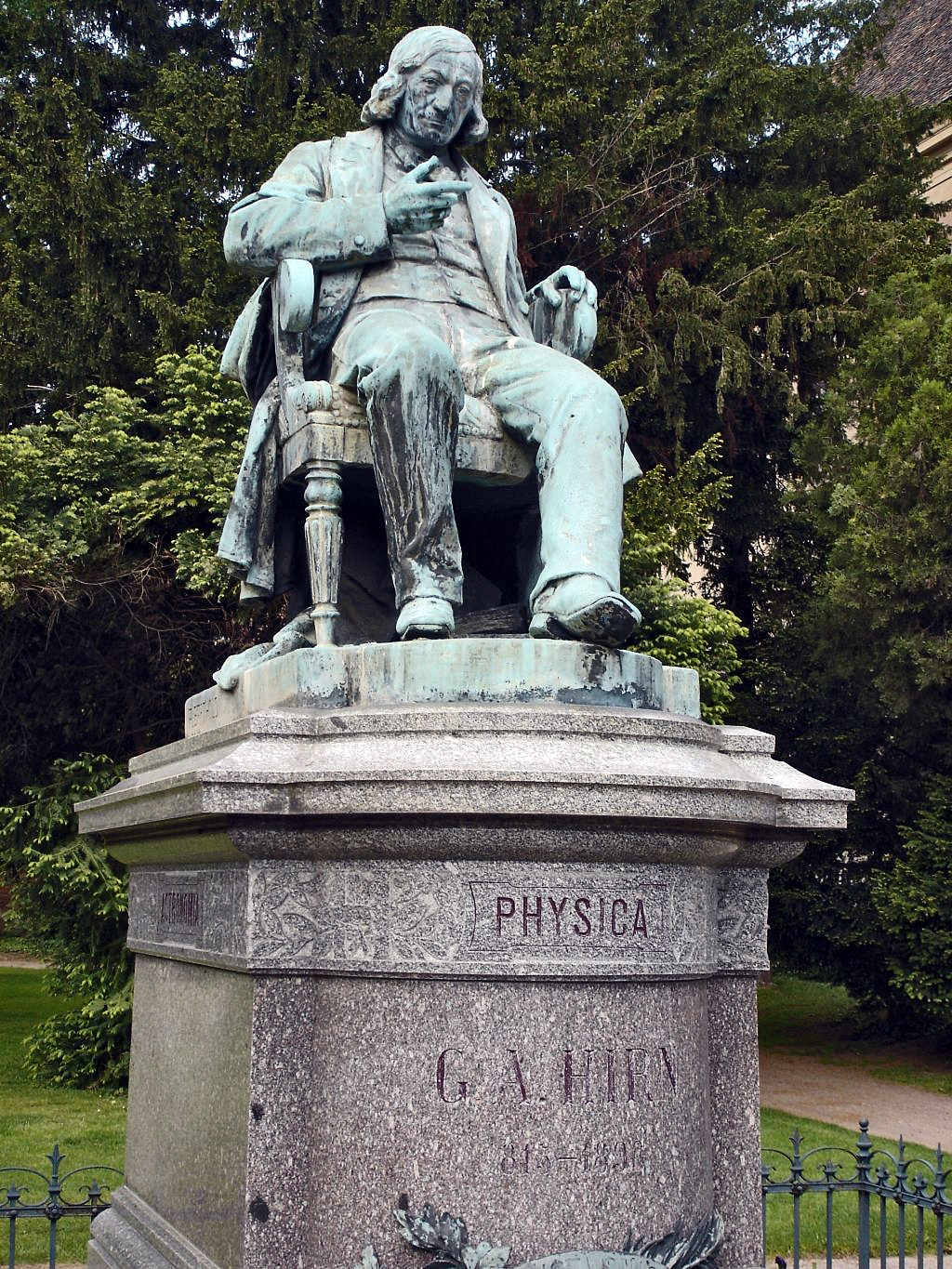
Estatua de Gustave Hirn, por Frédéric Auguste Bartholdi.

## Algunas publicaciones
- 1849. “Nouvelles recherches sur le frottement des corps solides”, Comptes Rendus 28, p. 290

- 1855a. “Etudes sur les principaux phénomènes que présentent les frottements médiats et sur les diverses manières de déterminer la valeur mécanique des matières employées au graissage des machines”, Bull. de la Société Industrielle de Mulhouse 26, p. 202

- 1855b. “Notice sur les lois de la production du calorique par les frottements médiats”, Bull. de la Société Industrielle de Mulhouse 26, p. 238

- 18/58. L'équivalent mécanique de la chaleur, Kolmar u. Paris.

- 1862. Théorie mécanique de la chaleur 2 v. 3ª ed. Paris 1875. París, Lieber

- 1863. Exposition analytique et expérimentale de la théorie de la chaleur Paris, Mallet Bachelet

- 1868. Analyse de l'univers, das.

- 1869. Analyse de l'univers

- 1870. Les paradynamometres

- 1872. Mémoire sur les anneaux de Saturne. Estrasburgo.

- 1876. Les pandynamomètres, París.

- 1878. Étude sur une classe particuliere de tourbillons

- 1882. “Recherches expérimentales sur la relation qui existe entre la résistance de l'air et sa température. Conséquences physiques et philosophiques qui découlent de ces expériences”, Mémoires de l'Académie Royale des sciences, des lettres et des beaux-arts de Belgique 63, p. 91

- 1882. La vie future et la science moderne

- 1887. "La thermodynamique et le travail chez les êtres vivants", Revue Scientifique, 22, May, (Paris, Bureau des revues), p. 673–684
- - (1889) Constitution de l'espace celeste

## Honores
- 1865: caballero de la Légion d'Honneur.